# Christian Ehrenfried Weigel
Christian Ehrenfried Weigel (ur. 24 maja 1748 w Stralsundzie, zm. 8 sierpnia 1831 w Greifswaldzie) – niemiecki i szwedzki lekarz, botanik, chemik. Jego oficjalny skrót botaniczny brzmi Weigel.

## Życiorys
Christian Ehrenfried Weigel był synem lekarza miejskiego Stralsund Bernharda Nicolausa Weigela (1721–1801) i Marii Ilsabe Charisius, córki sekretarza miejskiego Carla Christiana Charisiusa. W dzieciństwie był nauczany przez rodziców, jak również prywatnego nauczyciela. W 1764 roku rozpoczął studia na uniwersytecie w Greifswaldzie. Oprócz tego prowadził prywatne studia przyrodnicze i medyczne. Towarzyszył ojcu w wizytach u chorych, operacjach, obdukcjach i wizytacjach aptek.
W 1769 roku udał się na uniwersytet w Getyndze, gdzie w 1771 roku doktoryzował się u Johanna Christiana Polycarpa Erxlebena z medycyny. Na uniwersytecie w Greifswaldzie od 1772 roku otrzymał stanowisko privatdozenta botaniki i mineralogii. W następnym roku został adiunktem na wydziale medycyny, jak również dyrektorem ogrodu botanicznego i akademickich zbiorów przyrodniczych.
11 maja 1775 roku został powołany na stanowisko profesora zwyczajnego medycyny, chemii i farmacji na uniwersytecie w Greifswaldzie. W 1776 roku doktoryzował się z filozofii i otrzymał tytuł magistra siedmiu sztuk wyzwolonych. W latach 1778 – 1804 był wielokrotnie dziekanem na wydziale medycyny, a także w 1787 i 1802 roku był rektorem tejże uczelni.
W 1780 roku został asesorem Königlich Gesundheits-Kollegium (Królewskiego Kolegium Zdrowia) w Greifswaldzie, a w 1794 roku jego dyrektorem. W 1795 roku został mianowany na królewsko-szwedzkiego archiatrę. W 1798 roku został członkiem Königlich-Schwedisch Medizin-Kollegium (Królewsko Szwedzkiego Kolegium Medycznego) w Sztokholmie. W 1805 częściowo, a ostatecznie w 1806 roku zrezygnował z działalności na uniwersytecie i w kolegium medycznym.
18 lipca 1806 roku został podniesiony przez cesarz Franciszka II Habsburga do rangi szlachcica i od tej pory nazywał się „von Weigel”.
Weigel rozwinął między innymi chłodnicę przeciwprądową (1771 rok), którą później dalej rozwinął Justus Liebig i znana jest pod nazwą chłodnicy Liebiga. Jego imieniem został nazwany gatunek krzewuszka (Weigela Thunb.).

## Twórczość
- Flora Pomerano-Rugica. Gottl. Aug. Lange, Berolini Stralsundia et Lipsiae 1769 Biodiversity Heritage Library
- Observationes Chemicae et Mineralogicae. Goettingae 1771 Google
- Observationes Botanicae. Gryphia 1772 Google
- Der Physischen Chemie Zweiter Teil, Dritte und vierte Abtheilung. Leipzig 1776 Google
- Versuch einer Krystallographie. Greifswald 1777 Google
- Grundriß der reinen und angewandten Chemie. Erster Band, Greifswald 1777 Google
- Anfangsgründe der Theorethischen und Praktischen Chemie. Zweiter Band, Leipzig 1780 Google
- Herrn Gustav von Engström's Beschreibung eine mineralogischen Taschenlaboratorium und insbesondere des Nutzens des Blaserohrs in der Mineralogie. 2. Auflage, Greifswald 1782 Google
- Physische Untersuchungen über das Feuer. Leipzig 1782 Google
- Gegengifte des Arseniks, giftigen Sublimats, Spangrüns und Bleies. Zweiter Band, Greifswald 1782 Google
- Entdeckungen über das Licht. Leipzig 1783 Google
- Physische Untersuchungen über die Elektricität. Leipzig 1784 Google
- Chemische Vorlesungen. Greifswald 1789 Google
- Einleitung zu allgemeinen Scheidekunst. Zweites Stück, Leipzig 1790 Google
- Magazin für Freunde der Naturlehre und Naturgeschichte, Scheidekunst, Land- und Stadtwirtschaft, Volks- und Staatsarznei. Vierter Band, Erstes Stück, Greifswald 1796 Google

## Wyróżnienia i członkostwo
- 1773 : Członek Physiographischen Gesellschaft w Lund
- 1777 : Członek Akademie gemeinnütziger Wissenschaften w Erfurcie
- 1777 : Honorowy członek Gesellschaft Naturforschender Freunde w Berlinie
- 1780 : Członek Naturforschenden Gesellschaft w Halle (Saale)
- 1788 : Członek Societät der Bergbaukunde
- 1790 : Członek Leopoldina (Beiname: Zosimus IV.)
- 1792 : Członek Königlich Schwedischen Akademie der Wissenschaften
- 1797 : Honorowy członek Sydenham-Gesellschaft w Halle
- 1798 : Honorowy członek Jenaischen Mineralogischen Societät
- 1799 : Honorowy członek Naturforschenden Gesellschaft Westfalens w Brockhausen
- 1811 : Honorowy członek Königlichen Medizin-Kollegiums w Sztokholmie Stockholm
- 1813 : Członek Schwedischen Gesellschaft der Ärzte
- 1814 : Kawaler Królewskiego Orderu Gwiazdy Polarnej
- 1821 : Kawaler Orderu Czerwonego Orła 3. klasy
- 1821 : Honorowy członek Großherzoglichen Societät für die gesammte Mineralogie w Jenie
- 1821 : Honorowy członek Kaiserlichen Pharmazeutischen Gesellschaft w St. Petersburgu